# Szemeretelep
Szemeretelep Budapest XVIII. kerületének egyik városrésze.

## Fekvése
- Határai: A MÁV cegléd-szolnoki vonala a Május 1. tértől – Nagybánya utca – Üllői út – iparvágány a MÁV cegléd-szolnoki vonaláig.

## Története
Pestszentlőrincen Szemere Miklós birtokán alakult ki az 1910-es években ez a városrész, ezért az ő családnevét viseli. (Szemere Miklósra utal még a szomszédos Miklóstelep neve is.)

## Hitélet
- 1938-ban épült fel a római katolikus templom, 1939-ben a lelkipásztori szolgálatot már addig is ellátó szaléziak rendházat hoztak létre a közelében. 1946-ban alakult meg a Budapest-Pestszentlőrinc-Szemeretelepi Szent István király plébánia. 1950-től a plébániát a váci egyházmegye papjai látták el, 1993-ban átkerült az Esztergom-Budapesti főegyházmegyéhez. [2]
- 1940-ben önállósult a pestszentlőrinci gyülekezetből az előbb Kertvárosi, később Szemeretelepi Református Gyülekezet, mely 2010 és 2012 között új templomot épített a régi közelében.[3]
- A korábbi református templom épületének megvásárlásával és átalakításával 2011-ben Szemeretelepen szentelték fel Magyarország első kopt ortodox templomát, a Szűz Mária és Szent Mihály Arkangyal templomot.[4]